# Cerano (Brindisi)
Cerano è una contrada del comune di San Pietro Vernotico, in provincia di Brindisi, situata a pochi chilometri da Campo di Mare, frazione di San Pietro Vernotico, e da Tuturano, frazione di Brindisi. Vi hanno sede la Centrale Enel Federico II, che copre gran parte del territorio, e la Riserva naturale regionale orientata Bosco di Cerano.

## Storia
Situata immediatamente a sud di Brindisi, la storia della contrada è strettamente legata a quella della città, nonché della viabilità e della difesa del territorio circostante. In particolare, sin dall'epoca romana il territorio ceranese è attraversato dalla via Traiana Calabra, prolungamento della via Traiana che congiungeva Brundisum (Brindisi) a Hydruntum (Otranto), costruita su un preesistente tracciato messapico. Tracce della strada romana sono state rinvenute tra Cerano e Tuturano, anche avvalendosi di foto aeree. Nella parte settentrionale della contrada, pochi chilometri a nord di Lido Cerano e della Centrale ENEL, sorge la Torre Mattarelle, struttura militare con funzione di difesa costiera la cui costruzione iniziò nel 1567, durante il Regno di Napoli, ad opera del maestro muratore brindisino Virgilio Pugliese.